# 벌라조비치 러요시

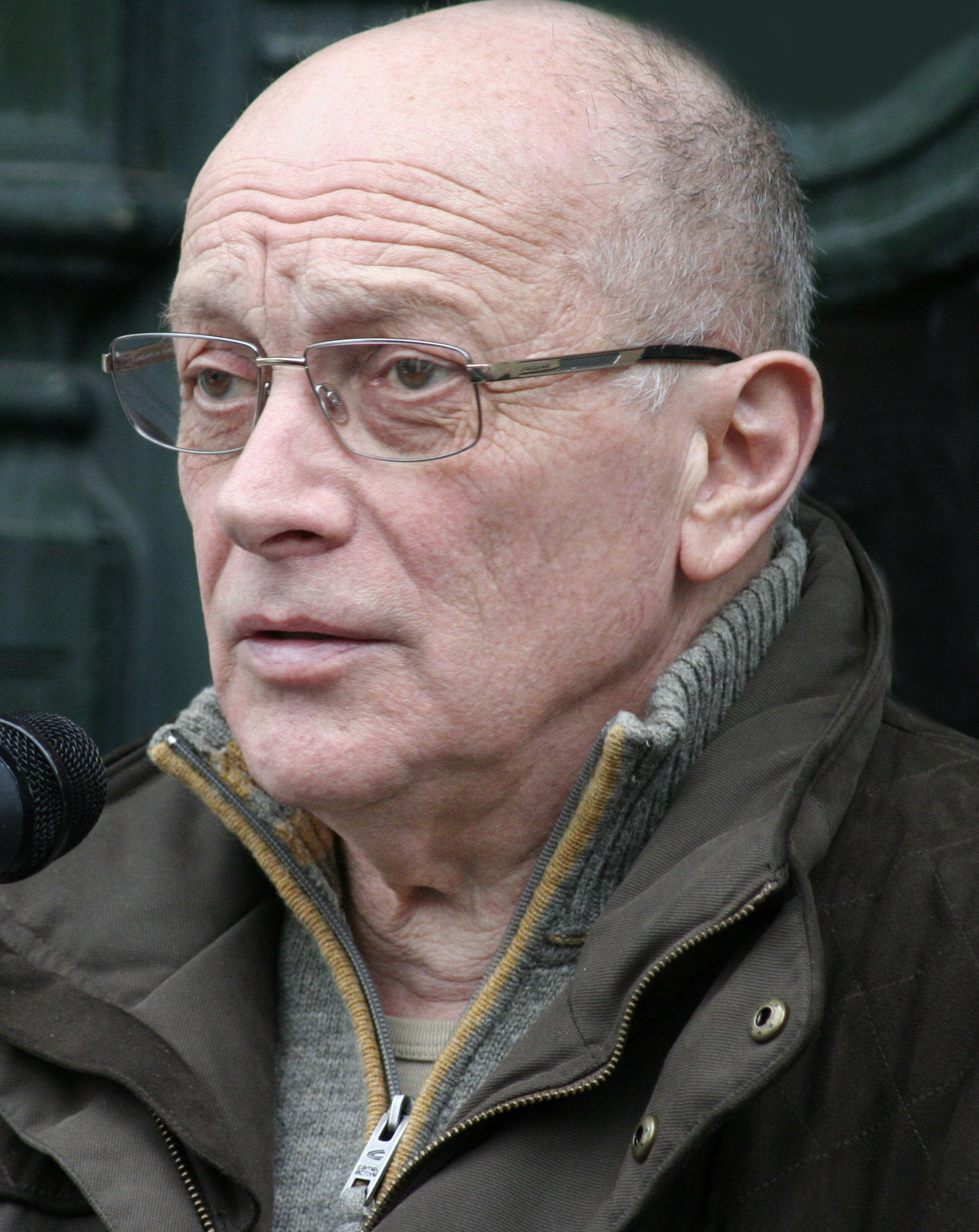
벌라조비치 러요시(2016년)

벌라조비치 러요시(헝가리어: Balázsovits Lajos, 1946년 12월 4일~2023년 7월 19일)는 헝가리의 배우이다. 
너지커니저에서 태어났다.

## 출연

### 영화
- 왕자와 거지(2000년)
- 내 부모님의 일기(1990년)
- 레퀴엠(1982년)
- 소녀들이여, 울지 말아요(1970년)
- 대결(1969년)
- 감정의 속박(1968년)